# Lola Zipper
Pour plus de détails, voir Fiche technique et Distribution.
Lola Zipper est le premier long-métrage du réalisateur français Ilan Duran Cohen.

## Synopsis
Lola Zipper est une clocharde agressive. Gérard est un agent artistique de 36 ans sur le déclin. Son seul espoir : découvrir un nouveau talent, n'importe qui, et en faire une star. C'est sur Lola que son choix va se porter, mais ce qui aurait dû être un conte de fée devient rapidement un enfer…

## Fiche technique
- Titre : Lola Zipper
- Réalisation : Ilan Duran Cohen
- Scénario : Ilan Duran Cohen
- Musique : Nuts'n Bolts
- Producteur délégué : Thierry Forte
- Directeur de la photographie : Philippe Lavalette
- Directeur de production : Antoine de Cazotte
- Ingénieur du son : Adrien Nataf
- Décorateur : William Abello
- Assistant-réalisateur : Laurent Laubier
- Monteur : Yves Chaput
- Société de production déléguée : Aria Films
- Coproducteurs : S.G.G.C., Filmax, Prodeve, Filmfutures Corp (New York), Ann Burke production (Montréal)
- Société de distribution : AAA
- Pays de production :  France
- Genre : comédie
- Format : 35 mm
- Durée : 90 minutes
- Date de sortie : France : 5 juin 1991
- Tout public

## Distribution
- Lola Zipper : Judith Reval
- Gérard : Jean-Paul Comart
- Loretta : Arielle Dombasle
- Henri Berman : François Perrot
- Stéphane : Thibault de Montalembert
- Adrien : Laurent Spielvogel
- Rita : Frédérique Bathalay
- Jérôme: Benoît Bissonnette
- Professeur de chant : Laurent Claret
- Inspecteur de police : Antoine Ehrard
- Père de Lola : Marc Fege
- Théo : Patrick Fontana
- Professeur de danse : Marvin Jarmel
- Karl : Martin Neufeld
- Vendeuse lingerie : Agnès Pelletier
- Professeur de théâtre : Aurore Prieto
- Rostrovitch : Tom Rack
- directrice Carita : Delphine Rich
- Punk dans la rue : Freddy Lynxx (non crédité)

## Distinctions
- Grand prix du Festival de Chamrousse 1991